# PGL Arlington Major 2022
PGL Arlington Major 2022 — киберспортивный турнир по Dota 2, состоявшийся в августе 2022 года в американском Арлингтоне. Победителем турнира стала команда Team Spirit.
Соревнования в Арлингтоне стали последними из мейджор-турниров сезона 2021—2022 в Dota 2. В течение года киберспортивные коллективы со всего мира принимали участие в ряде турниров 2022 года Dota Pro Circuit, чтобы набрать зачетные баллы и получить право участия в финальном турнире года, The International 2022.
Отборочные состязания за право попасть на PGL Arlington Major прошли в шести регионах мира. В общей сложности было определено 18 лучших коллективов, которые получили возможность сыграть на турнире в США с 4 по 14 августа. Призовой фонд турнира составил 500 тысяч долларов. Кроме этого, по итогам соревнования разыгрывалось 4 570 зачетных очков (DPC points), необходимых для участия The International. Местом проведения турнира стала киберспортивная арена Esports Stadium Arlington. Спонсорами турнира стали компании Valve и PGL.
Финалистами состязания стали китайский коллектив PSG.LGD, а также команда Team Spirit, представлявшая Восточную Европу. Несмотря на поражение на первой карте, Team Spirit оказались лучшими в трех последующих и одержали победу со счетом 3:1. Победители, в составе которых выступали Ярослав «Miposhka» Найдёнов , Илья «Yatoro» Мулярчук, Александр «TORONTOTOKYO» Хертек, Магомед «Collapse» Халилов, Мирослав «Mira» Колпаков, получили главный приз турнира, заработали 200 тыс. долларов, а также 820 зачетных очков Dota Pro Circuit.

## Результаты
| Место | Команда             | Призовые  | DPC |
| ----- | ------------------- | --------- | --- |
| 1     | Team Spirit         | 200 000 $ | 820 |
| 2     | PSG.LGD             | 100 000 $ | 740 |
| 3     | Team Aster          | 75 000 $  | 670 |
| 4     | OG                  | 50 000 $  | 590 |
| 5—6   | beastcoast          | 25 000 $  | 515 |
| 5—6   | Entity              | 25 000 $  | 515 |
| 7—8   | Outsiders           | 12 500 $  | 360 |
| 7—8   | Boom Esports        | 12 500 $  | 360 |
| 9—12  | Fnatic              |           | -   |
| 9—12  | Royal Never Give Up |           | -   |
| 9—12  | Team Liquid         |           | -   |
| 9—12  | Evil Geniuses       |           | -   |
| 13—14 | Talon Esports       |           | -   |
| 13—14 | Natus Vincere       |           | -   |
| 15—16 | Thunder Awaken      |           | -   |
| 15—16 | Tundra Esports      |           | -   |
| 17    | Soniqs              |           | -   |